# Aillik
Aillik était une petite colonie de pêche et de commerce située sur la côte de la mer du Labrador à l'est du Labrador, dans la partie continentale de la province de Terre-Neuve-et-Labrador au Canada.

## Toponymie
Aillik est un terme inuit signifiant « un endroit ayant des manches », ainsi nommé parce que la baie Aillik est en forme de deux branches à sa tête.

## Géographie
L'établissement d'Aillik est situé sur une longue et étroite péninsule orientée du sud vers le nord coupée par l'étroit passage Gull Tickle et se terminant par une petite île au cap Aillik séparant la mer ouverte prolongeant la baie Kaipokok à l'est de l'étroite et allongée baie Aillik à l'est encadrée par les cap Aillik et Makkovik, non loin des îles Adlavik.
L'établissement réunit une dizaine de constructions sur un rétrécissement rocheux large d'environ 130 mètres entaillé par une étroite crique perpendiculaire mesurant environ 60 mètres de large à sa tête pour environ 150 mètres de long au nord reliant l'extrémité d'une petite presqu'île allongée à la masse principale de la péninsule. Les lieux sont accessibles par deux petites plages sableuses depuis la mer ouverte au nord et la baie Aillik au sud.
La bande rocheuse ne dépasse pas 10 mètres d'altitude mais est bordée au nord et au sud par des collines dépassant les 40 mètres d'altitude. La disposition de la presqu'île au nord-est et du relief environnant limitent l'exposition du site aux effets de la houle venue de la mer. Les lieux dépourvus de cours d'eau disposent toutefois d'eau douce avec les nombreuses mares alimentées par la neige et les précipitations.
Au large du côté de la mer ouverte au nord-est se trouvent les îles Aillik.
La roche de la péninsule est nue et la végétation est rare tandis que la faune terrestre est visiblement absente. La houle de la mer du Labrador et l'influence du courant glacial du Labrador conférant aux lieux un climat subarctique marginal (Köppen Dfc) qui est très proche d'un climat polaire (Köppen ET), ce qui crée la limite des arbres la plus au sud de l'hémisphère nord sur la côte du Labrador.

## Histoire
Aillik a été un établissement de pêche actif au XIXe siècle et jusqu'au milieu du XXe siècle avant de décliner à l'instar des autres communautés de la côte du Labrador.
Un poste de traite de la Compagnie de la Baie d'Hudson, également connu sous le nom d'Eyelich, a été établi en 1840, avec George MacKenzie comme facteur (il quitta la Compagnie de la Baie d'Hudson en 1842).

## Population
Aillik est un établissement portuaire isolé qui ne compte pas de population permanente en 2021.
L'établissement comptait une quinzaine de personnes dans les années 1920.
Des pêcheurs se rendent sur les lieux en été.

## Transports
Aillik n'est accessible qu'en bateau. Seules les embarcations de taille modeste peuvent accoster.
L'établissement se situe sur la route maritime reliant Makkovik dans la baie Makkovik au sud-est et Postville au fond de la baie Kaipokok au sud-ouest. Les traversiers remontent la côte du Labrador au nord jusqu'à Nain.
Les localités les plus proches sont Makkovik à environ 14 kilomètres au sud-sud-est (à vol d'oiseau) et Postville à environ 49 kilomètres au sud-ouest (à vol d'oiseau). Les distances sont fortement rallongées du fait de la multitude d'îles, îlots et récifs parsemant les côtes avec des passages étroits. Les conditions de navigation sont compliquées par les courants induits par les fortes marées et la météorologie changeante.